# Limnophila (Limnophila) rubecula
Limnophila (Limnophila) rubecula is een tweevleugelige uit de familie steltmuggen (Limoniidae). De soort komt voor in het Neotropisch gebied.